# The After
The After is aan Britse korte dramafilm uit 2023 onder regie van Misan Harriman met in de hoofdrol David Oyelowo.

## Verhaal
Na ooggetuige te zijn geweest van een gewelddadig misdrijf, pikt een gebroken chauffeur van een deeltaxi een passagier op. Deze dwingt hem zijn verdriet onder ogen te zien.

## Release en ontvangst
De film werd op 25 oktober 2023 wereldwijd uitgebracht op Netflix. In 2024 ontving hij een Oscarnominatie voor "Beste korte film".

## Prijzen en nominaties
De belangrijkste:
| Jaar | Prijs          | Categorie        | Genomineerde(n)  | Uitslag     |
| ---- | -------------- | ---------------- | ---------------- | ----------- |
| 2024 | Academy Awards | Beste korte film | Beste korte film | Genomineerd |